# Lisa Gibson
Lisa Gibson (12 de agosto de 1989) é uma jogadora de polo aquático britânica.

## Carreira
Lisa Gibson em Londres 2012 integrou a Seleção Britânica de Polo Aquático Feminino que ficou em 8º lugar.